# 腊树镇
腊树镇，是中华人民共和国安徽省安庆市怀宁县下辖的一个乡镇级行政单位。

## 行政区划
腊树镇下辖以下地区：
腊树社区、龙山村、安山村、八一村、四合村、容岭村、烟墩村、健康村、芝岭村、高旗村、白湖村、山湖村和白石村。